# 扇脉香茶菜
扇脉香茶菜（学名：Isodon flabelliformis）也称康定香茶菜，为唇形科香茶菜属下的一个种。